# Georg Möller (Postdirektor)

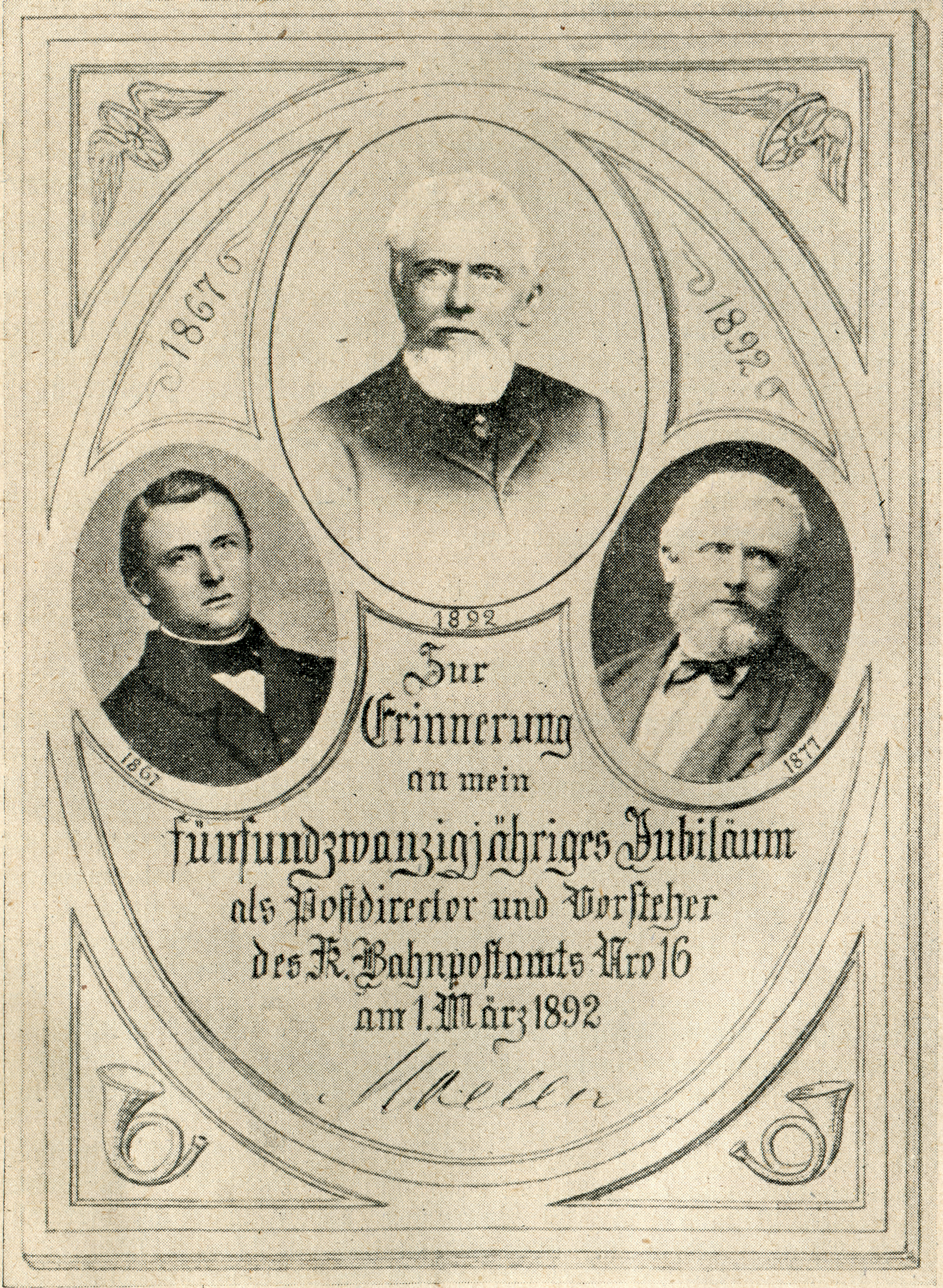
Erinnerungsblatt an das 25-jährige Dienstjubiläum mit Abbildungen Möllers in den Jahren 1867, 1877 und 1892 und Zier-Symbolen für das Post- und Eisenbahnwesen

Georg Möller, auch Johann Georg Ernst Moeller (geboren 15. März 1829 in Dannenberg an der Elbe; gestorben 14. Juli 1896 in Hannover) war ein deutscher Postdirektor und Schriftsteller. Das nach ihm benannte Möllers Kursbuch für die Nordwestdeutschen Eisenbahn-Linien genoss Weltruf.

## Leben
Der zur Zeit des Königreichs Hannover geborene Dannenberger trat 1844 als etwa Fünfzehnjähriger als Kontorgehilfe in den hannoverschen Postdienst ein und war anschließend als „Post Sekretair“ anfangs in Hannoversch Münden und ab 1844 in Verden an der Aller, Emden, Leer und Bremen tätig. Laut seinen eigenen Angaben hatte er im Jahr 1850 in Bremen täglich vormittags von 10 bis 12 Uhr, nachmittags von 5 bis 6 Uhr und nachts von 10 bis 11 Uhr zu arbeiten, wofür er wöchentlich jeweils zwei Tage nachmittags und jeden zweiten Sonntag „frei“ bekam. Überstunden, „Zusatzarbeit“ war zu leisten, wenn einmal im Monat das Dampfschiff aus Amerika im Hafen einlief.
1851 wurde Möller in die Residenzstadt Hannover versetzt, um bei einem Jahresgehalt von zunächst 300 Thalern als „Hülfsarbeiter“ im dortigen Generalpostdirektorium zu arbeiten. Mit seiner Ehefrau Marie Barth zeugte er die am 10. September 1853 in Hannover geborene Gabriele Moeller.
Im „Cours Bureau des General Postdirectoriums“ tätig, gab Möller mit behördlicher Zustimmung und unter Gewährung eines jährlichen Zuschusses von 50 Thalern den im Verlag von Schmorl & von Seefeld erschienen Postenzeiger heraus; Möllers ab 1853 bis 1859 erschienenes Periodikum Postenzeiger für das Königreich Hannover, Vierteljährliche Übersicht über den Gang der Posten und Eisenbahnzüge sowie über die Telegraphenverbindungen. Trotz des eindeutigen Titels erschienen jährlich teilweise 5 bis 7 verschiedene Ausgaben. Die darin angegebenen Eisenbahnstrecken waren nicht – wie erst später üblich – nach Gebieten, sondern alphabetisch nach ihren Anfangs-Stationen verzeichnet.
Der Postenzeiger erhielt von 1860 bis 1865 eine Nachfolge durch das in der Berenbergschen Buchdruckerei produzierte Blatt Hannoversches Post- und Eisenbahn-Cours-Buch.
Neben seiner Tätigkeit als Herausgeber wirkte Möller als „Reisepostmeister“ von König Georg V., als der er in einer Kutsche mit dem Hofmarschall und Staatsminister Ernst von Malortie dem Wagen des Königs bei dessen Reisen durch das hannoversche Hoheitsgebiet voranfuhr. Bei solchen Gelegenheiten wurde Möller zur herrschaftlichen Tafel zugezogen und nahm auch in denselben Logis wie sein Landesherr Unterkunft.
Unterdessen war Möller 1857 zum Postinspektor befördert worden bei einem Mehrverdienst von 13 Thalern, 4 Mariengroschen und 4 Pfennigen. Nachdem er 1862 zum Oberpostinspektor befördert worden war, leitete er – nach der Annexion des Königreichs Hannover durch Preußen – ab 1. März 1867 als Postdirektor das nunmehr preußische Königliche Eisenbahn Postamt 16, das er dann mehr als ein Viertel Jahrhundert leiten sollte.
Nach der Reichsgründung war der Postdirektor, der auch die Postberichte in den Hannöverschen Adressbüchern verfasste, Herausgeber des über mehrere Jahrzehnte bei Schmorl & von Seefeld erschienenen Möller's Kursbuch. Verzeichnis der Eisenbahnen in Nordwestdeutschland, mit den Anschlüssen bis Wien, Paris, London, Amsterdam, Schweiz usw. Die Reihe endete mit Möllers Abschied in den Ruhestand am 31. März 1892.
Während seiner Amtszeit als Postdirektor und Vorstand des Eisenbahn-Postamts Nr. 16 bewohnte Möller das 1873 unter der damaligen Adresse Celler Straße 55 oder Cellerstraße 55 Amtsgebäude. Dort war er damals zuständig für die Eisenbahn-Routen Hannover-Kassel, Hannover-Hamburg, Hannover-Geestemünde, Hannover-Altenbeken, Weetzen-Haste, Bremen-Leer, Oldenburg-Wilhelmshaven, Jever-Sande und Hude-Brake.
Am 17. Juni 1876 schenkte Möller dem Reichspostamt in Berlin eine der Denkmünzen zum 50-jährigen Dienstjubiläum des hannoverschen Generalpostdirektor Wilhelm August von Rudloff. Wenig später meldete er ein Patent an für Briefumschläge, die – unter Verwendung von Siegeloblaten und insbesondere zwischen zwei regelmäßig miteinander korrespondierenden Empfänger – mehrfach verwendet werden konnten.
Für seine Verdienste war Möller, der auch als „Rath 4. Klasse“ fungierte, ausgezeichnet worden mit
- dem Ritterkreuz 2. Klasse des Ernst-August-Ordens,[1]
- dem Guelphen-Orden 4. Klasse,[1]
- dem Roten Adlerorden 4. Klasse[1] und
- dem Königlichen Kronen-Orden 3. Klasse,[1]

Möller war Mitglied der Naturhistorischen Gesellschaft zu Hannover und Förderer des hannoverschen Zoologischen Gartens. In der Zeit seiner Mitgliedschaft im Kunstverein Hannover entstand eine Büste mit dem Abbild des Postdirektors, der zuletzt 1896 als Haushaltsvorstand im Parterre der Ferdinandstraße 20 wohnte. Möllers Büste gelangte später in den Nachlass seiner im April 1943 im Alter von 84 Jahren verstorbenen Tochter und wurde dann im Amtsvorsteherzimmer des Bahnpostamts 16 aufgestellt.